# آندری آرامنائو
آندری نیکولایویچ آرامنائو (بلاروسی: Андрэй Мікалаевіч Арамнаў زاده ۱۷ آوریل ۱۹۸۸) وزنه‌بردار کشور بلاروس و قهرمان المپیک ۲۰۰۸ و قهرمانی جهان ۲۰۰۷ و دارنده نشان نقره مسابقات قهرمانی جهان ۲۰۱۹ است.

## فعالیت حرفه‌ای
آندری در حالی که یکی از دستان‌اش شش انگشت داشت، متولد شد. اما او پیش از دعوت سرمربی تیم بلاروس برای حضور در اردوی آماده‌سازی برای رقابت‌های قهرمانی اروپا در سال ۲۰۰۲ این انگشت اضافه را برداشت.
وی در رقابت‌های جهانی جوانان در سال ۲۰۰۶ با مجموع ۳۹۳ کیلوگرم در دسته ۹۴ کیلوگرم، نقره به دست آورد و در مسابقات جهانی جوانان در سال ۲۰۰۷ در وزن ۱۰۵ کیلوگرم با رکورد مجموع ۴۰۷ کیلوگرم طلا کسب کرد.
آرامنائو در دستهٔ ۱۰۵ کیلوگرم در مسابقات جهانی ۲۰۰۷ با مجموع ۴۲۳ کیلوگرم قهرمان جهان شد.
وی در المپیک تابستانی ۲۰۰۸ مدال طلا را در دستهٔ ۱۰۵ کیلوگرم با زدن رکوردهای ۲۰۰ کیلوگرم در یک‌ضرب، ۲۳۶ کیلوگرم در دوضرب و ۴۳۶ کیلوگرم در مجموع به ثبت رساند و با زدن این وزنه‌ها رکورد یک‌ضرب و مجموع را به‌دست‌آورد.پس از تغییر اوزان وزنه‌برداری توسط فدراسیون جهانی وزنه‌برداری، این رکوردها از جدول رکوردهای رسمی مسابقات کنار گذاشته شده‌اند. او قرار بود در بازی‌های المپیک ۲۰۱۲ به رقابت بپردازد اما در تمرینات از ناحیهٔ پا مجروح شد و به رقابت‌ها نرسید.
وی در سال ۲۰۰۸ ورزشکار سال بلاروس معرفی شد.
وی در مسابقات دستهٔ ۱۰۵ کیلوگرم در مسابقات قهرمانی اروپا ۲۰۱۰ با کسب رکورد ۴۲۰ کیلوگرم به مدال طلا دست یافت، اما به دلیل نقض قوانین مربوط به دوپینگ مدال او پس گرفته شد.
آرامنائو در قهرمانی اروپا ۲۰۱۴ برنز گرفت.
این وزنه‌بردار بلاروسی در سال ۲۰۱۸ برای بار دوم در مسابقات جهانی و این‌بار در دستهٔ ۱۰۹ کیلوگرم حضور یافت و با رکورد ۳۹۲ کیلوگرم در مجموع، نهم شد.
در سال ۲۰۱۹ توانست مدال نقره مسابقات قهرمانی اروپا را به‌دست بیاورد.
وی در مسابقات قهرمانی جهان ۲۰۱۹ در وزن ۱۰۹ کیلوگرم، با مهار ۴۲۶ کیلوگرم وزنه در مجموع، نشان نقره را به گردن آویخت.